# Rosa dos Ventos

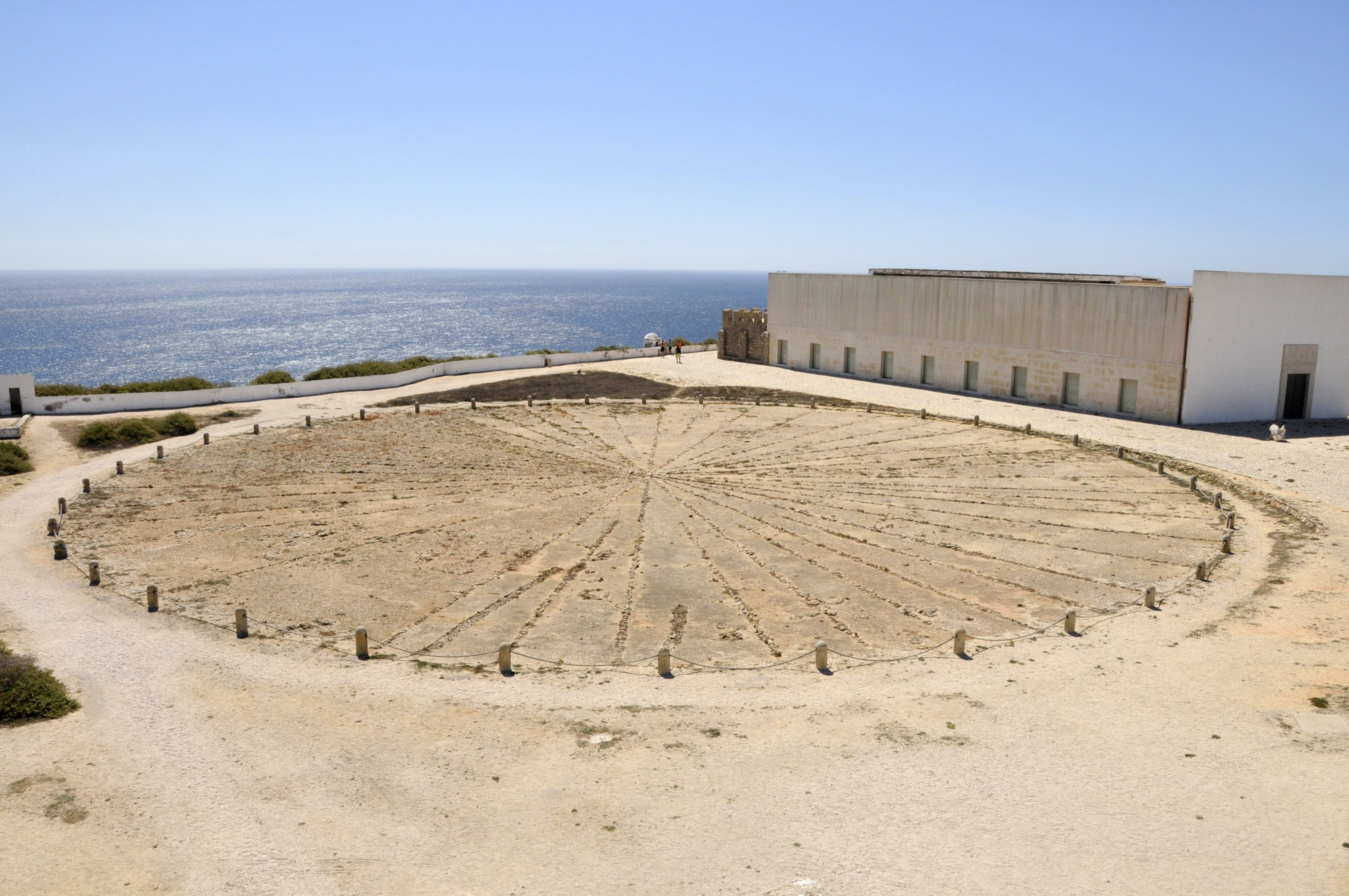
Róża wiatrów na zamku w Sagres

Rosa dos Ventos lub Rosa dos Ventos do Infante D. Henrique (pl. Róża wiatrów Henryka Żeglarza) – kamienny krąg o średnicy 43 metrów, znajdujący się w Twierdzy Sagres w Portugalii.
Krąg został odkryty przypadkiem w 1921 roku. Jest on podzielony na 42 segmenty. Do dziś nie wiadomo jaki kompas był używany pierwotnie. Jedna z teorii mówi, że była to róża wiatrów używana jako pomoc w nawigacji, inna głosi, że był to zegar słoneczny. Rosa dos Ventos pochodzi z czasów Henryka Żeglarza (XV w.).